# 王一居
王一居（？—1449年），直隸應天府上元縣人，明朝政治人物。
累官太常寺少卿。跟從明英宗北伐，死於土木堡之變。贈太常寺卿。